# Архівні колекції української еміграції
Архівні колекції української еміграції – архівні колекції, які утворилися в результаті діяльності української громадсько-політичної, наукової та культурної еміграції у багатьох країнах світу.
Традиції заснування архівів було розпочато емігрантами в країнах Європи між двома світовими війнами. Українські політичні та військові діячі почали засновувати громадсько-політичні, культурно-освітні, наукові установи та організації, документація яких і започаткувала створення архівів.
Вітчизняна дослідниця М. Г. Палієнко виділяє наступні періоди в історії створення та діяльності українських архівних центрів за кордоном:
Перший – період між двома світовими війнами, коли наслідком хвилі політичної еміграції було створення за кордоном численних українських установ з власними документосховищами.
Другий – період Другої Світової війни, коли відбувається вилучення і переміщення спецслужбами Третього Рейху документальних і книжкових масивів українського походження.
Третій (повоєнний)  - 1945 –  початок 1950-х років – чергове переміщення українських архівів з Європи у двох напрямках: СРСР та Північноамериканський континент.
Четвертий (сер. 50-х – кінець 80-х) – інституалізація нових українських науково-дослідних та освітніх центрів, намаганням їх співробітників забезпечити збереження писемних та речових джерел з української політичної історії ХХ ст.
П'ятий  - сучасний -  розсекречування переміщених у повоєнний період еміграційних колекцій та їх введення до наукового і суспільного обігу, розвиток тісних контактів українських учених із зарубіжними українознавчими центрами, входженням української історичної науки і архівістики у світовий інформаційний простір .

## Польща
Головний військово-історичний музей-архів Армії УНР у Тарнові (Польща) був першою архівною установою поза межами України. Він проіснував з 1921 по 1923 рр. Саме він, підпорядкований спочатку Військовому міністерству, а згодом Міністерству освіти УНР, започаткував за кордоном організований процес збирання пам’яток не тільки військової історії, але взагалі офіційної та приватної документації українського походження, що висвітлювала визвольну боротьбу українського народу, діяльність українських урядів та перші роки еміграції.

## Чехія
У 1923 році у Празі було засновано Український національний музей-архів при Українському громадському комітеті, до якого були перевезені документи з архіву у Тарнові. Перший (організаційний) період в історії УНМА припадає на кінець 1923 - початок 1924 рр. 14 грудня 1923 р. урядом ЧСР було затверджено статут УНМА, в якому метою його діяльності визначалося "збирання й збереження українських культурних пам'яток, ознайомлення чужинців з матеріалами цього характеру, [...] студіювання українознавства нашою еміґрацією". Практична діяльність цієї установи розпочалась 1 червня 1924 р. і за майже десятилітню історію її існування (грудень 1923 - жовтень 1932) в фондах УНМА відклалася значна кількість українських пам'яток великої історичної цінності.  У 1932 році музей-архів припинив своє існування.
Крім цього, у Празі упродовж 1925–1948 рр. активну діяльність щодо збирання пам’яток визвольної боротьби та української еміграції розгорнуло Товариство “Музей визвольної боротьби України”, створене за ініціативою вчених та громадських діячів, які об’єднувалися навколо Українського вільного університету. Цей заклад невдовзі перетворився на найбільший архівний та музейний осередок української еміграції в Європі.
В Архіві слов'янської музики Слов'янського Інституту у Празі від початку його заснування (1928р.) і у 1940-х роках працював науковець Ф. С т е ш к о, який зібрав у цьому архіві багато українського матеріалу. Слов'янський Інститут у Празі давав декому з українців і студійні допомоги (напр. проф. Ол. Мицюкові, В. Січинському), хоч загалом непомірно менше, ніж еміґрантам-росіянам.
Документи вищеназваних закладів після того, як вони опинилися за межами СРСР у повоєнний період, сучасні історики називають Празький український архів.

Музей визвольної боротьби України в Празі після бомбардування 14.02.1945_р.

У роки Другої світової війни Український історичний кабінет в Празі готував для нацистських спецслужб інформаційні звіти та огляди української періодичної преси, а діяльність Української бібліотеки імені Симона Петлюри в Парижі була припинена, а її фонди були опечатані, а згодом – на початку 1941 р. – вивезені до Німеччини. На завершальному етапі війни радянські спецслужби впродовж літа–осені 1945 р. вивезли колекції Українського історичного кабінету, Української бібліотеки імені Симона Петлюри та архів Директорії УНР на територію СРСР.

## Франція
У Парижі у 1929 році була заснована Українська бібліотека імені Симона Петлюри. В архівному відділі бібліотеки було зібрано документи Головного Отамана військ УНР та голови Директорії С. Петлюри, матеріали з історії визвольних змагань 1917–1921 рр., архів Товариства колишніх вояків Армії УНР у Франції, епістолярій, спогади, іконографічні та картографічні матеріали, українські військові відзнаки.

## Австрія
У 1934 р. було засновано осередок Національного музею у Відні. Джерельну цінність колекції становили документи міністерств та відомств Уряду ЗУНР, судові, торговельно-фінансові документи, особові справи урядовців, а також картографічні матеріали, печатки, статті та повідомлення, фотографії, видання українських та іноземних прес-служб.

## США
У останньому десятиріччі ХХ ст. в США працювали 32 українські інституції, у структурі яких існували українські архіви, музеї, бібліотеки та художні галереї.
За словами відомого українського вченого-історика в еміграції Л. Винара, “українські етнічні архіви, бібліотеки та музеї – це неприбуткові культурні інституції, які відіграють роль сховищ українських архівних документів, друкованих та недрукованих матеріалів, а також українських культурних пам’яток. Головною метою цих інституцій є збирання, збереження, використання та експонування документів, публікацій та речових пам’яток української історико-культурної спадщини у США”.
Одним із найбільших архівів, створених українцями за кордоном після Другої світової війни, став Музей-архів Української Вільної Академії Наук (УВАН), створений у 1945 у Німеччині.Згодом, у зв'язку з переїздом більшої частини українських науковців на північноамериканський континент, у США та Канаді постали окремі самостійні територіальні відділи УВАН.
Члени УВАН, які переїхали до США, 1950 обрали тимчасову управу і заснували Фундацію УВАН, яка мала матеріально підтримувати діяльність УВАН. Першим президентом УВАН у США був Михайло Вєтухів. При УВАН було розбудовано центр української документації: Бібліотеку ім. В. Міяковського — (50 000 одиниць) та Архів ім. Д. Антоновича (з різних періодів історії України); їх організатором і директором був Володимир Міяковський.
Завданнями Музею-архіву УВАН є збирання, систематизація та збереження усіх пам'яток перебування українців поза межами України - друкованих, рукописних і речових. У відповідності до цього Музей-архів складається з трьох відділів: 1) друкованих видань і книжкових колекцій, 2) рукописних пам'яток і архівних колекцій, 3) речових пам'яток і музейних колекцій.
У XXI ст. робота Музею-архіву зосереджується на обліку архівних колекцій і забезпеченні науково-довідкового апарату "Путівника Музею-архіву ім. Д. Антоновича УВАН у США". Велика увага приділяється перевірці усіх наявних і зареєстрованих архівних надходжень та написанню історичних довідок про фондоутворювачів. Саме інформації про фондоутворювача, історію фонду, архівна його характеристика, обсяг, значення та використання забезпечують науковий апарат "Путівника". У 2006 році в процесі складання путівника описано й комп'ютеризовано 26 архівних фондів. Архів УВАН також надає наукові довідки дослідникам, обслуговує відвідувачів.
У 1952 році у Клівленді Л. Бачинським було засновано Український музей-архів, який функціонує станом на 2015 рік. Основною метою архіву було зберігання матеріалів про Україну, які винищувались радянським режимом.
У тому ж році було засновано і Український Національний Музей-архів у Чикаго, фундаторами якого були організації: Українська Американська Федеральна Кредитна Спілка “Самопоміч”, Фундація «Самопоміч» Українсько-Американської Кредитівки «Самопоміч». Функціонує і станом на 2015 рік.
Архівні матеріали потужного наукового осередка  Наукового товариства ім. Шевченка включають: особисті документи, щоденники, листи, фотографії, листівки, плакати, фільми, платівки, магнітофонні записи засідань і т. д., що передані в дар окремими особами або організаціями. Зокрема, тут знаходяться фонд Марка Вовчка, в якому зберігаються рукописні оригінальні тексти одинадцяти оповідань, що увійшли в різні видання збірок «Народні оповідання» («Народні оповідання»), фонд Богдана Лепкого, фонди радника в українській дипломатичній місії Української Народної Республіки у Празі; фонд Посольства Української Народної Республіки (1919-1922), уряду в екзилі (знаходився в Берліні), документи українського уряду в імміграції (1922-1953); фонд громадського діяча і журналіста Василя Мудрого (1919-1966); фонд Степана Ріпецький (1896-1968) та інші документи.

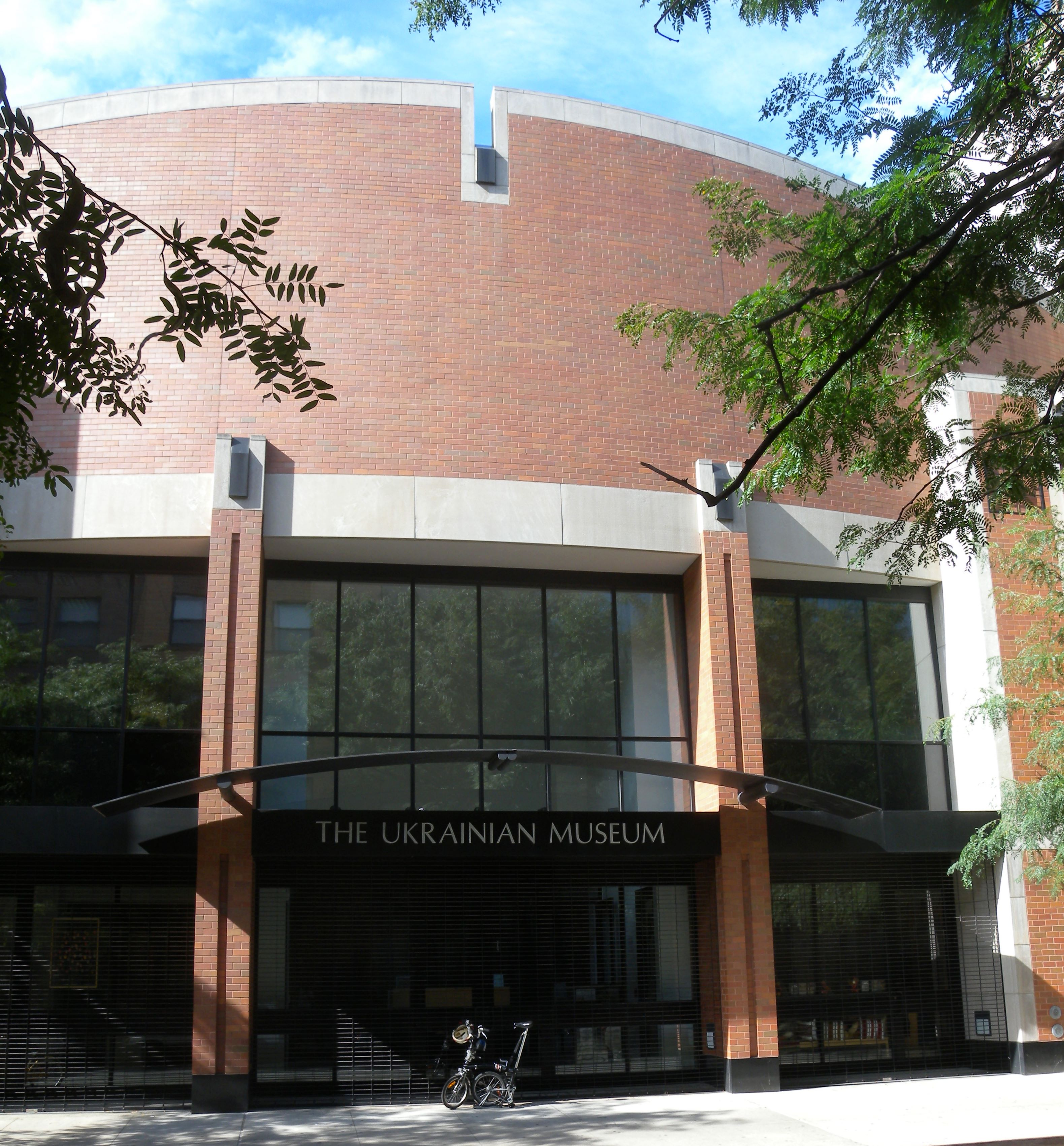
Український музей

Український музей в Нью-Йорку був заснований у 1976 році Українською Народною Жіночою лігою Америки (UNWLA). Колекція музею складається з трьох основних груп:
1. "Народне мистецтво", яка включає в себе святкове і ритуальне вбрання та інші предмети одягу, кераміку, металеві вироби та різьблені елементи з дерева, а також українські крашанки (Pysanky);
2. «Образотворче мистецтво» - картини, малюнки, скульптури та графічні роботи українських художників;
3. Предмети, що документують історію і культурну спадщину української імміграції в США, в тому числі фотографії, особисте листування, плакати, листівки та афіші, марки та монети.

Україніка присутня і в Бахметевському архіві Колумбійського університету. Бахметевський архів, який входить до складу бібліотеки Колумбійського університету, спочатку був виключно російським архівом і досі найбільша колекція – російська. Але згодом цей архів почав приймати в свої фонди архівні матеріали інших слов’янських народів. Одна з найцікавіших українських колекцій - це архівна колекція Юрія Володимировича Шевельова (1907 – 2002). В архіві присутні також архіви першого Президента УВАН в Америці – М. О. Ветухова (1902 – 1959) та співробітниці УВАН Л. А. Дражевської (нар. у 1910 p.). Тут також присутній архів В. Винниченка: його щоденники, листи, публіцистичні твори. Щодо самих матеріалів архіву, то вони достатньо цікаві і різноманітні. Більшість з них маловідомі або зовсім не відомі в Україні.

## Канада
На сьогоднішній день значна кількість українських документальних колекцій зберігається в архівних установах Канади. У 1990 p. Б. Кравченком було укладено попередній анотований перелік "Архівні матеріали з історії України в Канаді", в якому наведено дані про 21 українську збірку, у тому числі про колекції Українського культурно-освітнього центру у Вінніпезі та Українсько-канадського дослідницького та документального центру в Торонто.
Місто Вінніпег було головним осередком українців в Канаді, їх «столицею», де діяли їхні центральні установи й засоби інформації, наукові заклади. У цьому місті у 1949 році і був сформований канадський осередок УВАН, а, разом з ним, і архів УВАН.